# Yael Tauman Kalai
Yael Tauman Kalai é uma criptografista e cientista da computação teórica que trabalha como Principal Researcher na Microsoft Research e professora adjunta no Instituto de Tecnologia de Massachusetts (MIT) no Computer Science and Artificial Intelligence Lab.

## Educação e carreira
Kalai graduou-se em 1997 na Universidade Hebraica de Jerusalém. Trabalhou com Adi Shamir no Instituto Weizmann de Ciência, obtendo um mestrado em 2001, seguindo depois para o Instituto de Tecnologia de Massachusetts, onde obteve um PhD em 2006, orientada por Shafrira Goldwasser. Fez um pós-doutorado na Microsoft Research e no Instituto Weizmann de Ciência antes de ser membro da faculdade do Instituto de Tecnologia da Geórgia. Assumiu um cargo permanente na Microsoft Research em 2008.

## Contribuições
Kalai é conhecida por co-inventar a assinaturas em anel, que tornou-se um componente chave de diversos sistemas, como o CryptoNote e o Monero.
Juntamente com sua orientadora Shafrira Goldwasser demonstrou uma insegurança na amplamente usada heurística de Fiat–Shamir heuristic. Seu trabalho sobre computação verificável tem aplicações em computação nas nuvens.

## Reconhecimentos
Foi palestrante convidada do Congresso Internacional de Matemáticos no Rio de janeiro (2018).